# Индекс бигмака

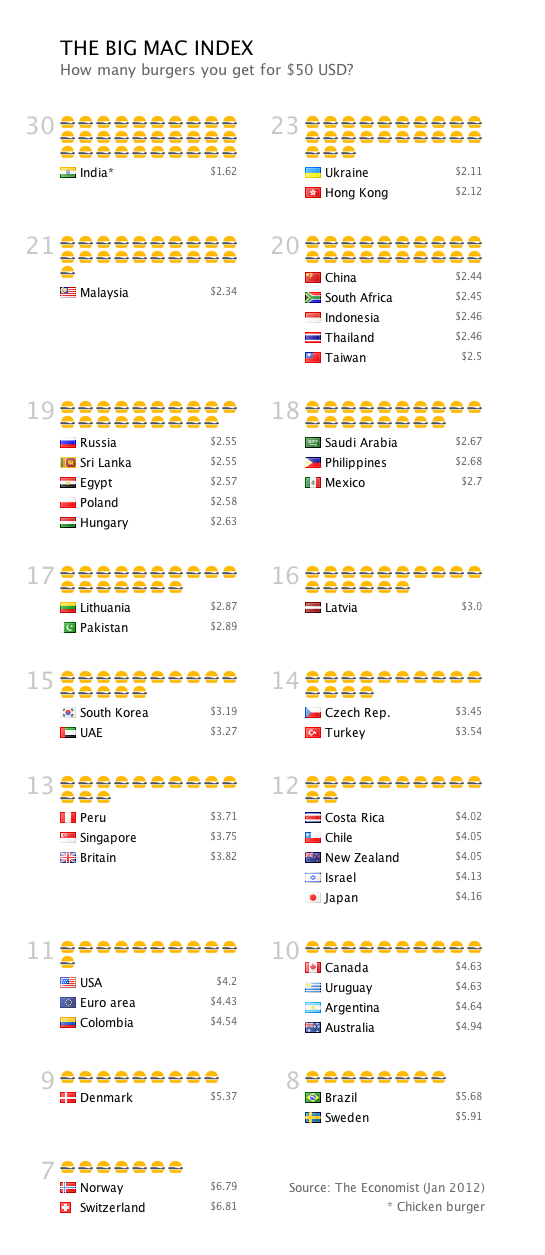
Сколько бигмаков можно купить на 50 $ в каждой стране (январь 2012)

И́ндекс бигма́ка (англ. Big Mac Index) — неофициальный способ определения паритета покупательной способности (ППС).
Индекс бигмака основан на теории паритета покупательной способности, по которой валютный курс должен уравнивать стоимость корзины товаров в разных странах (то есть отношение обменных валютных курсов), только вместо корзины берётся один стандартный бургер, выпускаемый компанией McDonald’s повсеместно.
Делается это для того, чтобы определить реальные обменные курсы валют различных государств. Такие исследования журнал «The Economist» ведёт с 1986 года. Биг-Мак используется экспертами журнала в качестве эталона по двум причинам: McDonald’s представлен в большинстве стран мира, а сам Биг-Мак содержит достаточное количество продовольственных компонентов (хлеб, сыр, мясо и овощи), чтобы считать его универсальным слепком народного хозяйства. Его стоимость в каждой стране зависит от объёмов выпуска, цены аренды, сырья, рабочей силы и прочих факторов. Этот способ позволяет увидеть несоответствие стоимости валют у стран с похожим уровнем дохода, тем более в кризис, когда дорогая валюта особенно невыгодна. Слабая валюта даёт преимущество по издержкам и ценам на продукцию.

## Данные индекса по годам
В день своего появления на свет в 1967 году Биг-Мак стоил 47 центов. В следующем году, когда он стал американским национальным стандартом, его цена составила 49 центов. В 1986 году, когда «The Economist» начал высчитывать Big Mac Index, его цена уже была равна 1,60 $. Тогда, в 1986 году, в таблице были представлены лишь 15 стран. В 1990 году, то есть, на момент открытия первого советского Макдоналдса на Пушкинской площади в Москве, Биг-Мак стоил 3 рубля 75 копеек, что по официальному курсу советского Госбанка равнялось 6 долларам 18 центам. Средняя заработная плата тогда составляла 248 рублей 50 копеек. Его цена в США была равна 2 долларам 10 центам. После того, как со 2 апреля 1991 года в СССР были отпущены цены, цена Биг-Мака возросла до 10 рублей, что было равно 4,44 доллара. В США Биг-Мак в это время стоил 2 доллара 25 центов.

### 2007 год
Согласно опубликованным результатам 2007 года, самый дорогой сэндвич — в Исландии (7,44 доллара), Норвегии (6,63) и Швейцарии (5,05), самый дешёвый — в Китае (1,41 доллара). В России этот продукт индустрии фастфуда стоил 1,85 доллара, в США — 3,22 доллара.

### 2009 год
Согласно данным 2009 года, опубликованным в журнале «The Economist» и впоследствии переведённым на русский язык интернет-версией ежедневной газеты «Ведомости», российский рубль по-прежнему остаётся недооцененным на 43 %, и цена одного доллара в России должна равняться 18 руб. 80 коп. Согласно этому же сообщению, в России Биг-Мак за год подорожал на 8 руб. (на 13,5 %) до 67 руб., а в долларах — подешевел на 0,5 $ (19,7 %). В последние годы Россия сокращала разрыв с США в паритете покупательной способности; по бутербродному индексу рубль год назад был недооценён на 29 % — примерно как валюты Японии и Саудовской Аравии. Сейчас разрыв вырос до 43 % (для сравнения был взят курс 32,8 руб./$) — больше только у четырёх стран с самыми дешёвыми бигмаками (всего оценено 47 валют). На пике девальвации в январе разрыв достигал 51 %. Если бы обменный курс устанавливался по индексу Биг-Мака, то сейчас доллар стоил бы 18,8 руб. (в июле 2008 г. — 16,5 руб.).

### 2010 год
На 23 июля 2010 года Биг-Мак в США стоит 3,73 $, а в России — 71 рубль, то есть по текущему курсу 2,33 $ (1 $ = 30,47 рубля). Согласно данному индексу, доллар должен стоить 19 рублей. Недооценка рубля составляет 38 %.

### 2011 год
Биг-Мак, продающийся в сети McDonald’s, стоит в России 78 рублей (2,7 доллара), а в США — 4,07 доллара. Это означает, как свидетельствует опубликованный «The Economist» «индекс Биг-Мака», что рубль недооценён на 34 процента, а доллар в России должен стоить 18,5 рубля.
Самые дорогие гамбургеры оказались в Норвегии: за один Биг-Мак в скандинавской стране приходится платить по 8,31 доллара. В Швейцарии гамбургер стоит 8,06 доллара, больше семи долларов — в Швеции, больше шести долларов — в Бразилии.
В то же время в Гонконге Биг-Мак сто́ит меньше двух долларов, в Китае — 2,27 доллара, в Таиланде — 2,35 доллара, а в Египте — 2,36 доллара.
В 2011 году «The Economist» впервые включил в рейтинг Индию. Биг-Мак там не производится, но вместо него журналисты взяли Махараджа-Мак с курицей. «The Economist» отмечает, что стоимость мяса составляет менее 10 процентов себестоимости гамбургера, поэтому этим допущением можно было пренебречь. Махараджа Мак сто́ит дешевле Биг Мака в Гонконге — 1,89 доллара.
Вторая в списке недооценённых валют мира, после индийской рупии — украинская гривна. Американский журнал «The Economist» обновил в январе 2012 года индекс «Биг-Мака», согласно которому украинская валюта недооценена на 50,2 %. Согласно обновлённому индексу, доллар должен стоить 4 гривны.

### 2012 год[5]
В США за Биг-Мак придётся выложить 4,33 доллара, а в России — 2,29 доллара (75 рублей), то есть рубль обесценен почти на 53 %. Самый дорогой Биг Мак — в Венесуэле (7,92 доллара), где «Индекс Биг Мака» за 5 лет вырос сильнее всего, второе и третье место по дороговизне занимают Норвегия (7,06 доллара) и Швейцария (6,56 доллара).
Биг-Мак и другие «Бургеры» за историю своего существования изменились в размерах, то есть Биг-Мак пару лет назад и сейчас — это разный продукт с точки зрения удельного веса компонентов. Поэтому выводы относительно роста его цены нужно сопоставлять с удельным весом продукта.

### 2015 год
В 2015 году самый дешёвый Биг-Мак был в Венесуэле (тремя годами ранее именно в этой стране был самый дорогой Биг-Мак) — 0,67 доллара (недооценка на 86 %), потом шла Украина — 1,55 доллара (-67,7 %), а за ними Индия, где цена за этот бургер составляла 1,83 доллара (-61,7 %) и Россия (1,88 доллара). Самый дорогой Биг-Мак был в Швейцарии — 6,82 доллара (+42,4 %), затем шли Норвегия — 5,65 $ (+17,9 %), Швеция — 5,13 $ (+7 %) и Дания — 5,08 $ (+6 %). В остальных странах Биг-Мак продавался дешевле, чем в США, где он стоил 4,79 доллара. Для сравнения: в так называемой «зоне евро» этот фаст-фуд оценивался в 4,05 доллара (3,70 евро по курсу 2015 года), что было на 15,4 % меньше, чем в США. Все указанные цифры приведены на основе так называемого «сырого индекса» («Raw Index») за июль 2015 года.

### 2019 год
Самый дорогой Биг-Мак в Швейцарии — 6,54 доллара. Цена Биг-Мака в США составляет 5,74 доллара (на втором месте), в Еврозоне 4,57 доллара. Украина обошла РФ по цене Биг-Мака — 2,22 и 2,04, соответственно.

### 2023 год
В 2023 году самым дорогим по стоимости был Биг-Мак в Швейцарии со стоимостью 7,73 доллара, самым дешёвым — Биг-Мак в Тайване с ценой 2,39 доллара.

## Общие выводы
По мнению экспертов журнала «The Economist», российский рубль, наравне с валютами таких стран, как Украина, Египет, Филиппины, Аргентина, Гонконг, Индонезия, Таиланд, Малайзия, недооценён примерно на 70 % на январь 2016 года.
Согласно мнению экспертов журнала «The Economist», в 2010 году рубль по отношению к американскому доллару был недооценён примерно в 1,6 раза.
В 2015 году недооценка рубля, по индексу Биг-Мака, составила 60,7 %, то есть примерно 2.5 раза.
Согласно индексу Биг-Мака, который приводится журналом «The Economist», на 2005 год один доллар должен был стоить 15,2 рублей, а не 26 рублей с лишним. В 2006 году по оценке индекса доллар стоил в России 14 рублей. Российский Биг-Мак занимал тогда восьмую позицию в списке самых дешёвых сэндвичей в мире.

## Критика
Одни и те же товары в мировой экономике в долларах США могут стоить не одинаково в разных странах и частях Света. Вопрос ценообразования продукции частной корпорации в разных странах не прозрачен и не подотчётен. Компания Макдоналдс вольна устанавливать цену на продукцию с учётом множества факторов — как объективных, так и спекуляционных. Кроме факторов производственной себестоимости, могут учитываться и такие факторы, как уровень дохода населения и его покупательная способность, уровень отчислений по налогообложению в конкретной стране, действие компании продвижения продукта, наличие конкуренции и ценовые предложения конкурентов, и т. д. Поэтому, сопоставлять национальные валюты по индексу Бигмака впрямую может быть вульгарно и не репрезентативно. Существуют иные, более комплексные и прозрачные методы сравнения, основанные на сравнении цен на товары первой необходимости, на сырьё, на полуфабрикаты и тому подобные товары, ценообразованием которых занимается рынок, а не одна частная компания, сохраняющая за собой право на коммерческую тайну.